# Palma di Montechiaro
Palma di Montechiaro település Olaszországban, Szicília régióban, Agrigento megyében. Lakosainak száma 21 373 fő (2023. január 1.). Palma di Montechiaro Camastra, Licata, Agrigento és Naro községekkel határos.

## Népesség
A település lakossága az elmúlt években az alábbi módon változott:
| Lakosok száma | 22 962 | 22 663 | 21 373 |
|               | 2017   | 2018   | 2023   |